# آشوب (مجموعه تلویزیونی)
آشوب (انگلیسی: Tempest؛‏ کره‌ای: 북극성) مجموعه تلویزیونی محصول کره جنوبی در ژانر عاشقانه جاسوسی به نویسندگی جونگ سو کیونگ، به کارگردانی کیم هی وون و با بازی گانگ دونگ وون و جون جی هیون است. این مجموعه از ۱۰ سپتامبر ۲۰۲۵ از طریق دیزنی پلاس و هولو منتشر خواهد شد.

## خلاصه داستان
این مجموعه حول محور یک دیپلمات کارکشته که سابقاً سفیر ایالات متحده بوده و بک سانگ هو (گانگ دونگ وون)، یک مزدور سابق و مأمور ویژه بین‌المللی با ملیتی مرموز می‌چرخد. این دو در مأموریتی مشترک تلاش می‌کنند تا حقیقت مربوط به یک حمله مرگبار را کشف کنند؛ حمله‌ای که می‌تواند ثبات شبه‌جزیره کره را به خطر بیندازد.

## بازیگران
- گانگ دونگ وون در نقش بک سان هو[۱]
- جون جی هیون در نقش سو مون جو[۲]

## تولید
این مجموعه نتیجهٔ همکاری میان هو میونگ هِنگ، کارگردان فیلم‌های قانون شکنان ۴: مجازات و شکارچیان ویران‌شهر (۲۰۲۴)، و کیم هی وون، کارگردان آثاری چون وینچنزو (۲۰۲۰)، زنان کوچک (۲۰۲۲) و ملکهٔ اشک‌ها (۲۰۲۴) است. نویسندگی این مجموعه را جونگ سو کیونگ برعهده دارد که پیش‌تر فیلم‌نامه‌های تصمیم جدایی (۲۰۲۲)، مادر (۲۰۱۸) و زنان کوچک (۲۰۲۲) را نوشته بود. این پروژه با همکاری ایمجنیرز، شورانرز، استودیو ای‌ای و مدرسه اکشن سئول تولید شده است.
همچنین، جونگ جه ایل و دالپالان به‌عنوان کارگردانان موسیقی این مجموعه فعالیت می‌کنند.

## انتشار
این مجموعه قرار است به‌صورت بین‌المللی از طریق دیزنی پلاس و در ایالات متحده از طریق هولو منتشر شود. سه قسمت نخست در روز چهارشنبه، ۱۰ سپتامبر ۲۰۲۵ منتشر خواهند شد. پس از آن، هر چهارشنبه دو قسمت جدید پخش می‌شود و در مجموع شامل ۹ قسمت خواهد بود.